# Diradops fixata
Diradops fixata là một loài tò vò trong họ Ichneumonidae.